# Levande föda (TV-serie)
Levande föda är en skräckserie för TV från 2007, regisserad av Maria Hedman Hvitfeldt och med manus av Vasa. Den sändes den 2–4 november 2007.

## Handling
Miranda reser med sin väninna Rebecka och Rebeckas bror till sin farmors gamla stuga. Farmor har dött och Miranda ska städa upp i stugan, som hon ärvt. Miranda har inte varit där sen den sommaren hon och hennes tonårssyster Linda bodde och Linda försvann för att aldrig återfinnas. Det visar sig att fler unga kvinnor försvunnit mystiskt, och både Miranda och Rebecka hotas av något ont och oförklarligt.

## Rollista
| Alicia Vikander      | – Linda                  |
| Pia Örjansdotter     | – Miranda                |
| Rasmus Lindgren      | – Daniel                 |
| Maria Hörnelius      | – farmor                 |
| Peter Melin          | – Morgan                 |
| Ingvar Örner         | – grannen                |
| Fanny Carlsson       | – Rebecka som barn       |
| Helena Nizic         | – postorderfrun          |
| Rikard Södersten     | – Jens                   |
| Lena Dahlén          | – Karin                  |
| Mia Höglund          | – Rebecka                |
| Liselott Berg        | – gestalten              |
| Vilma Rogsten-Zammel | – (ej identifierad roll) |

## DVD
Serien har getts ut på DVD av Scanbox Entertainment.